# 埃斯佩里亚
埃斯佩里亚（義大利語：Esperia），是意大利弗罗西诺内省的一个市镇。总面积108.78平方公里，人口3992人，人口密度36.7人/平方公里（2009年）。ISTAT代码为060031。